# Станськ
Станськ (пол. Stańsk, нім. Stenzig) — село в Польщі, у гміні Ґужиця Слубицького повіту Любуського воєводства.
Населення — 250 осіб (2011).
У 1975-1998 роках село належало до Гожовського воєводства.

## Демографія
Демографічна структура станом на 31 березня 2011 року:
|          | Загалом | Допрацездатний вік | Працездатний вік | Постпрацездатний вік |
| -------- | ------- | ------------------ | ---------------- | -------------------- |
| Чоловіки | 136     | 33                 | 97               | 6                    |
| Жінки    | 114     | 33                 | 59               | 22                   |
| Разом    | 250     | 66                 | 156              | 28                   |